# Aeroportul Pemba (Mozambic)
Aeroportul Pemba (Mozambic) (IATA: POL, ICAO: FQPB) este un aeroport din Metuge⁠(d), Provincia Cabo Delgado, Mozambic ce deservește zona Pemba. Aeroportul a fost tranzitat în 2021 de 153.000 de pasageri. A fost numit după zona deservită.
Situat la o altitudine de 96 m, aeroportul dispune de 2 piste.

## Infrastructură

### Piste
Aeroportul dispune de 2 piste. Pista are orientarea 08/26. Pista are orientarea 17/35. 